# Selección de fútbol sub-17 de Brasil
La selección de fútbol sub-17 de Brasil es el equipo que representa a Brasil compuesto por jugadores menores de 17 años. Es la selección que representa al país en la Copa Mundial de Fútbol Sub-17 y en el Campeonato Sudamericano de Fútbol Sub-17 y es controlada por la Confederación Brasileña de Fútbol (CBF).

## Palmarés
- Copa Mundial de Fútbol Sub-17
  -  Campeón (4): 1997, 1999, 2003, 2019
  -  Subcampeón (2): 1995, 2005
  -  Tercero (2): 1985, 2017

- Campeonato Sudamericano de Fútbol Sub-17
  -  Campeón (14): 1988, 1991, 1995, 1997, 1999, 2001, 2005, 2007, 2009, 2011, 2015, 2017, 2023, 2025
  -  Subcampeón (3): 1985, 1986, 2003
  -  Tercero (1): 2013

### Distinciones otorgadas
| Distinción                  | Año  |
| --------------------------- | ---- |
| Premio Fair Play de la FIFA | 1995 |
| Premio Fair Play de la FIFA | 2017 |

## Estadísticas
| Récord | Récord           | Récord       | Récord       | Récord       | Récord       | Récord       | Récord       | Récord       |
| Año    | Ronda            | Pos.         | J            | G            | E1           | P            | GF           | GC           |
| ------ | ---------------- | ------------ | ------------ | ------------ | ------------ | ------------ | ------------ | ------------ |
| 1985   | Tercer lugar     | 3º           | 6            | 4            | 0            | 2            | 13           | 8            |
| 1987   | Fase de grupos   | 14º          | 3            | 0            | 2            | 1            | 0            | 1            |
| 1989   | Cuartos de final | 8º           | 4            | 2            | 1            | 1            | 5            | 3            |
| 1991   | Cuartos de final | 6º           | 4            | 3            | 0            | 1            | 8            | 2            |
| 1993   | No clasificó     | No clasificó | No clasificó | No clasificó | No clasificó | No clasificó | No clasificó | No clasificó |
| 1995   | Subcampeón       | 2º           | 6            | 4            | 0            | 2            | 6            | 3            |
| 1997   | Campeón          | 1º           | 6            | 6            | 0            | 0            | 21           | 2            |
| 1999   | Campeón          | 1º           | 6            | 2            | 4            | 0            | 8            | 4            |
| 2001   | Cuartos de final | 5º           | 4            | 3            | 0            | 1            | 11           | 4            |
| 2003   | Campeón          | 1º           | 6            | 5            | 1            | 0            | 15           | 1            |
| 2005   | Subcampeón       | 2º           | 6            | 4            | 0            | 2            | 16           | 11           |
| 2007   | Octavos de final | 10º          | 4            | 2            | 0            | 2            | 14           | 4            |
| 2009   | Fase de grupos   | 17º          | 3            | 1            | 0            | 2            | 3            | 4            |
| 2011   | Cuarto lugar     | 4º           | 7            | 4            | 1            | 2            | 15           | 12           |
| 2013   | Cuartos de final | 5º           | 5            | 4            | 1            | 0            | 19           | 4            |
| 2015   | Cuartos de final | 6º           | 5            | 3            | 0            | 2            | 5            | 5            |
| 2017   | Tercer lugar     | 3º           | 7            | 6            | 0            | 1            | 14           | 5            |
| 2019   | Campeón          | 1º           | 7            | 7            | 0            | 0            | 19           | 6            |
| 2023   | Cuartos de final | 6º           | 5            | 3            | 0            | 2            | 16           | 8            |
| 2025   | Clasificado      | Clasificado  | Clasificado  | Clasificado  | Clasificado  | Clasificado  | Clasificado  | Clasificado  |
| Total  | 18/19            | 4 Títulos    | 94           | 63           | 11           | 20           | 215          | 88           |

| Récord | Récord         | Récord     | Récord | Récord | Récord | Récord | Récord | Récord |
| Año    | Ronda          | Pos.       | J      | G      | E1     | P      | GF     | GC     |
| ------ | -------------- | ---------- | ------ | ------ | ------ | ------ | ------ | ------ |
| 1985   | Finalista      | 2º         | 8      | 7      | 0      | 1      | 25     | 7      |
| 1986   | Fase Final     | 2º         | 7      | 1      | 6      | 0      | 6      | 5      |
| 1988   | Campeón        | 1º         | 7      | 6      | 1      | 0      | 14     | 1      |
| 1991   | Campeón        | 1º         | 7      | 5      | 0      | 2      | 18     | 6      |
| 1993   | Fase Final     | 4º         | 7      | 4      | 2      | 1      | 13     | 9      |
| 1995   | Campeón        | 1º         | 7      | 6      | 1      | 0      | 19     | 4      |
| 1997   | Campeón        | 1º         | 7      | 5      | 2      | 0      | 20     | 7      |
| 1999   | Campeón        | 1º         | 6      | 5      | 1      | 0      | 17     | 6      |
| 2001   | Campeón        | 1º         | 7      | 4      | 3      | 0      | 18     | 5      |
| 2003   | Finalista      | 2º         | 7      | 5      | 1      | 1      | 15     | 4      |
| 2005   | Campeón        | 1º         | 7      | 5      | 1      | 1      | 27     | 11     |
| 2007   | Campeón        | 1º         | 9      | 6      | 1      | 2      | 29     | 11     |
| 2009   | Campeón        | 1º         | 5      | 3      | 1      | 1      | 12     | 4      |
| 2011   | Campeón        | 1º         | 9      | 7      | 1      | 1      | 22     | 11     |
| 2013   | Fase Final     | 3º         | 9      | 5      | 4      | 0      | 14     | 6      |
| 2015   | Campeón        | 1º         | 9      | 5      | 1      | 3      | 18     | 14     |
| 2017   | Campeón        | 1º         | 9      | 7      | 2      | 0      | 24     | 3      |
| 2019   | Fase de grupos | 7º         | 4      | 2      | 1      | 1      | 7      | 8      |
| 2023   | Campeón        | 1º         | 9      | 7      | 2      | 0      | 24     | 10     |
| 2025   | Campeón        | 1º         | 6      | 4      | 2      | 0      | 10     | 4      |
| Total  | 20/20          | 14 Títulos | 146    | 99     | 33     | 14     | 352    | 136    |

¹Los empates incluyen los partidos que se definieron vía penales.

## Jugadores

### Última convocatoria
Convocatoria para el Mundial Sub-17 de 2023.